# Алекса Томас
Алекса Томас (англ. Alexa Tomas; нар. 19 березня 1985 року, Валенсія, Іспанія) — іспанська порноакторка.

## Життєпис
Працювала на фабриці і водійкою шкільного автобуса протягом 6 років. У стосунках з актором Джоелом Томасом. Хобі — тварини (живе з кількома кішками і папугами), спорт (фітнес) і малювання.

### Порноіндустрія
Ідея надійщла від її партнера, порноактора Джоела Томаса, який ввів її в порноіндустрію з іспанськими студіями. Наразі вона знімається за межами Іспанії, працює з такими порнопродюсерами, як Private Media Group і Brazzers, і акторами, як Денні Ді, Начо Відаль, Мануель Феррара.

## Нагороди та номінації
| Рік  | Церемонія         | Результат | Номінація                                  | Робота |
| ---- | ----------------- | --------- | ------------------------------------------ | ------ |
| 2017 | AVN Awards        | Номінація | Краща іноземна виконавиця року             | Н/Д    |
| 2017 | AVN Awards        | Номінація | Приз глядацьких симпатій: сама епічна дупа | Н/Д    |
| 2017 | Spank Bank Awards | Номінація | Gloryhole Guru of the Year                 | Н/Д    |
| 2017 | Spank Bank Awards | Номінація | Imported Enchantress of the Year           | Н/Д    |
| 2017 | XBIZ Award        | Номінація | Краща іноземна виконавиця року             | Н/Д    |
| 2018 | AVN Awards        | Номінація | Краща іноземна виконавиця року             | Н/Д    |
| 2018 | XBIZ Award        | Номінація | Краща іноземна виконавиця року             | Н/Д    |